# OFC Futsal Championship 1999
Il terzo Oceanian Futsal Championship, disputato nel 1999 a Port Vila nelle Vanuatu dal 21 agosto al 28 agosto, viene considerato il terzo campionato continentale dell'Oceania per formazioni nazionali di calcio a 5.
Il girone, composto da sette formazioni, aveva il duplice scopo di eleggere la miglior formazione nazionale di calcio a 5 d'Oceania e di stabilire contestualmente la nazionale avente diritto alla qualificazione al quinto FIFA Futsal World Championship in programma in Guatemala nel 2000. A farla da padrone nella breve manifestazione (7 giorni) fu nuovamente l'Australia bicampione d'Oceania, che con sei vittorie vinse il girone laureandosi campione continentale per la terza volta e qualificandosi ai mondiali.

## Risultati e classifica
| Squadra            | Pti | G | V | N | P | GF | GS | DR  |
| ------------------ | --- | - | - | - | - | -- | -- | --- |
| Australia          | 18  | 6 | 6 | 0 | 0 | 41 | 4  | +37 |
| Figi               | 13  | 6 | 4 | 1 | 1 | 27 | 15 | +12 |
| Vanuatu            | 11  | 6 | 3 | 2 | 2 | 22 | 14 | +8  |
| Papua Nuova Guinea | 10  | 6 | 3 | 1 | 2 | 23 | 16 | +7  |
| Nuova Zelanda      | 6   | 6 | 2 | 0 | 4 | 12 | 34 | -22 |
| Samoa              | 3   | 6 | 1 | 0 | 5 | 19 | 40 | –21 |
| Isole Cook         | 0   | 6 | 0 | 0 | 6 | 6  | 27 | –21 |

| Qualificata per il FIFA Futsal World Championship 2000 |

| Port Vila 21 agosto 1999 | Nuova Zelanda | 3 – 2 | Isole Cook |  |

| Port Vila 21 agosto 1999 | Figi | 1 – 3 | Australia |  |

| Port Vila 21 agosto 1999 | Papua Nuova Guinea | 2 – 2 | Vanuatu |  |

| Port Vila 23 agosto 1999 | Samoa | 1 – 13 | Australia |  |

| Port Vila 23 agosto 1999 | Nuova Zelanda | 2 – 4 | Vanuatu |  |

| Port Vila 23 agosto 1999 | Figi | 2 – 1 | Papua Nuova Guinea |  |

| Port Vila 24 agosto 1999 | Isole Cook | 0 – 5 | Vanuatu |  |

| Port Vila 24 agosto 1999 | Samoa | 4 – 6 | Papua Nuova Guinea |  |

| Port Vila 24 agosto 1999 | Nuova Zelanda | 1 – 7 | Figi |  |

| Port Vila 25 agosto 1999 | Australia | 7 – 1 | Papua Nuova Guinea |  |

| Port Vila 25 agosto 1999 | Isole Cook | 1 – 4 | Figi |  |

| Port Vila 25 agosto 1999 | Samoa | 3 – 4 | Nuova Zelanda |  |

| Port Vila 26 agosto 1999 | Vanuatu | 5 – 5 | Figi |  |

| Port Vila 26 agosto 1999 | Australia | 10 – 1 | Nuova Zelanda |  |

| Port Vila 26 agosto 1999 | Isole Cook | 3 – 5 | Samoa |  |

| Port Vila 27 agosto 1999 | Papua Nuova Guinea | 8 – 1 | Nuova Zelanda |  |

| Port Vila 27 agosto 1999 | Vanuatu | 6 – 2 | Samoa |  |

| Port Vila 27 agosto 1999 | Australia | 5 – 0 | Isole Cook |  |

| Port Vila 28 agosto 1999 | Figi | 8 – 4 | Samoa |  |

| Port Vila 28 agosto 1999 | Papua Nuova Guinea | 5 – 0 | Isole Cook |  |

| Port Vila 28 agosto 1999 | Vanuatu | 0 – 3 | Australia |  |